# Чемпіонат світу з хокею із шайбою 1998 (група В)
Чемпіонат світу з хокею із шайбою 1998 — чемпіонат світу з хокею із шайбою, який проходив в період з 15 квітня по 26 квітня 1998 року в словенських містах Любляна та Єсениці.

## Підсумкова таблиця
| Збірна          | М | В | Н | П | Ш     | О  | Україна | Словенія | Естонія | Данія | Норвегія | Велика Британія | Польща | Нідерланди |
| --------------- | - | - | - | - | ----- | -- | ------- | -------- | ------- | ----- | -------- | --------------- | ------ | ---------- |
| Україна         | 7 | 7 | 0 | 0 | 38-13 | 14 |         | 4-3      | 3-1     | 4-2   | 5-2      | 6-1             | 6-3    | 10-1       |
| Словенія        | 7 | 5 | 1 | 1 | 28-15 | 11 | 3-4     |          | 3-0     | 4-4   | 4-3      | 5-3             | 3-0    | 6-1        |
| Естонія         | 7 | 3 | 1 | 3 | 15-19 | 7  | 1-3     | 0-3      |         | 3-3   | 2-1      | 5-4             | 0-3    | 4-2        |
| Данія           | 7 | 2 | 3 | 2 | 18-24 | 7  | 2-4     | 4-4      | 3-3     |       | 2-1      | 1-7             | 5-5    | 1-0        |
| Норвегія        | 7 | 3 | 0 | 4 | 21-19 | 6  | 2-5     | 3-4      | 1-2     | 1-2   |          | 4-3             | 6-2    | 4-1        |
| Велика Британія | 7 | 3 | 0 | 4 | 32-27 | 6  | 1-6     | 3-5      | 4-5     | 7-1   | 3-4      |                 | 4-3    | 10-3       |
| Польща          | 7 | 2 | 1 | 4 | 21-28 | 5  | 3-6     | 0-3      | 3-0     | 5-5   | 2-6      | 3-4             |        | 5-4        |
| Нідерланди      | 7 | 0 | 0 | 7 | 12-40 | 0  | 1-10    | 1-6      | 2-4     | 0-1   | 1-4      | 3-10            | 4-5    |            |

Збірна Норвегія автоматично, як господар змагань потрапляє до Групи A чемпіонату світу 1999 року. Збірні України, Естонії та Словенії кваліфікувались до  відбіркового турніру.
Склад переможців:
| Воротарі: Юрій Шундров, Євген Бруль. Захисники: Валерій Ширяєв, Юрій Гунько, Андрій Бущан, Олександр Савицький, Володимир Кирик, Олег Полковников, Артем Остроушко. Нападники: Вадим Шахрайчук, Олександр Зіневич, Олег Синьков, Віталій Литвиненко, Василь Бобровников, Валентин Олецький, Василь Василенко, Костянтин Буценко, Роман Сальников, Віктор Гончаренко, Анатолій Степанищев, Дмитро Марковський, Олексій Лазаренко. |